# Koh Se-kai

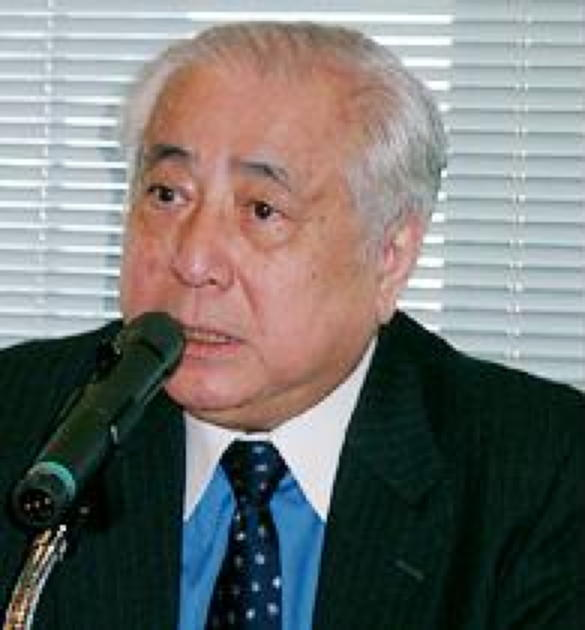
Koh Se-kai

Koh Se-kai (chinesisch 許世楷 / 许世楷, Pinyin Xŭ Shìkǎi, Pe̍h-ōe-jī Khó͘ Sè-khái; * 7. Juli 1934 in Changhua, Taiwan) ist ein taiwanischer Historiker, Politikwissenschaftler und ehemaliger Diplomat. Er ist eine der führenden Persönlichkeiten und ehemaliger Vorsitzender der Vereinigung für ein unabhängiges Taiwan. Von 2004 bis 2008 war er als Vertreter Taiwans in Japan tätig. Koh war federführend an der Konzipierung des Entwurfs einer Verfassung der Republik Taiwan beteiligt.

## Leben

### Kindheit und Jugend
Koh Se-kai wurde zur Zeit der japanischen Herrschaft über Taiwan geboren. Im Alter von sechs Jahren ergab sich für ihn die Chance, in die japanische Grundschule eingeschult zu werden. Dies war zu jener Zeit ein Privileg, denn der großen Mehrheit der taiwanischen Kinder stand damals nur der Weg in die Allgemeine Volksschule offen, während die Grundschulen fast ausschließlich von japanischen Kindern besucht wurden und das weit höhere Prestige genossen. Kohs Familie stand der japanischen Herrschaft jedoch ablehnend gegenüber, sein Großvater engagierte sich sogar in der Vereinigung für Taiwanische Kultur, die für eine Stärkung der taiwanischen Identität gegenüber der Assimilierungspolitik der Japaner eintrat. Die Familie lehnte es daher ab, Koh auf die japanische Grundschule zu schicken. Allerdings wurde auch an der Allgemeinen Volksschule, die Koh daraufhin besuchte, ausschließlich auf Japanisch unterrichtet (der Gebrauch der Muttersprachen der Schüler war untersagt), so dass der Junge die japanische Sprache bald fließend beherrschte.
Nach der Niederlage Japans im Zweiten Weltkrieg und der daraus resultierenden Übergabe Taiwans an die Republik China durchlief Koh das radikal umorganisierte Schulsystem der Kuomintang-Regierung, in dem ausschließlich auf Chinesisch unterrichtet wurde und den Schülern sowohl der Gebrauch des Japanischen als auch der Gebrauch ihrer Muttersprachen (Taiwanisch, Hakka und Ureinwohnersprachen) bei Strafe verboten war. Die Erfahrung, dass die japanische Assimilierungspolitik von der Kuomintang-Regierung nur durch eine andere Assimilierungspolitik ersetzt wurde, prägte Koh entscheidend.

### Akademische Laufbahn und politische Aktivität
Koh erwarb 1957 einen Abschluss im Fach Politik an der Nationaluniversität Taiwan. Nach Ableistung seines Wehrdienstes ging er im Jahr 1957 als Stipendiat an die Waseda-Universität nach Tokio, wo er 1962 einen Magistertitel im Fach Politik erwarb. Anschließend ging Koh an die Universität Tokio und erwarb 1968 den Doktortitel im Fach Rechtswissenschaften. Danach war er als Professor an der Tokioter Tsuda-Universität tätig.
1972 veröffentlichte Koh seine bis heute bedeutendste wissenschaftliche Monografie unter dem Titel Taiwan unter japanischer Herrschaft. Im Gegensatz zu der damals von der Kuomintang-Diktatur verfolgten Bildungspolitik der pauschalen Verteufelung der japanischen Herrschaft über Taiwan zeichnet Koh unter Berücksichtigung einer Vielzahl von Quellen ein ausgewogeneres Bild, in dem er sowohl die negativen als auch positiven Aspekte der Kolonialzeit untersucht und nachweist, wie sich im Widerstand gegen die japanische Assimilierungspolitik eine lokale, taiwanische Identität behauptete. Die Inhalte des Werks liefen der offiziellen Ideologie zuwider, weshalb es von der Kuomintang-Regierung verboten wurde und zunächst nur in japanischer Sprache erschien. Erst nach dem Ende der Diktatur entstand die chinesische Version.
Während seines Studiums schloss sich Koh der Vereinigung junger Taiwaner (später umbenannt in Vereinigung junger Taiwaner für die Unabhängigkeit) an. Diese Vereinigung vertrat einen kritischen Standpunkt gegenüber der in Taiwan herrschenden Kuomintang-Diktatur und forderte die Einführung von Demokratie sowie die Unabhängigkeit Taiwans. Aufgrund seiner Mitgliedschaft geriet Koh auf die "Schwarze Liste" der Diktatur. Sein Pass wurde durch die Botschaft der Republik China in Tokio konfisziert, bei einer Rückkehr nach Taiwan drohte ihm die Inhaftierung, weshalb Koh über 30 Jahre lang nicht in seine Heimat zurückkehren konnte und in Japan blieb.
1970 wurde er in das Zentralkomitee der von Auslandstaiwanern gebildeten Vereinigung für ein unabhängiges Taiwan in New York gewählt. Von 1987 bis 1991 war er der Vorsitzende dieser Vereinigung.

### Rückkehr nach Taiwan und diplomatische Tätigkeit in Japan
Im Zuge der Demokratisierung Taiwans war es Koh möglich, 1992 in seine Heimat zurückzukehren, wo er als Dozent am Theologischen Seminar Yushan im Landkreis Hualien sowie an der Providence-Universität in Taichung tätig wurde. Koh trat der Taiwan-Unabhängigkeitspartei bei und kandidierte 1995 und 1998 ohne Erfolg bei den Abgeordnetenwahlen für den Legislativ-Yuan, das Parlament der Republik China. Von 1997 bis 1998 war er der Vorsitzende seiner Partei.
Im Jahr 2004 ernannte Präsident Chen Shui-bian (Demokratische Fortschrittspartei) Koh zum Leiter des Taipei Wirtschafts- und Kulturbüros der Republik China in Japan. In seiner vierjährigen Amtszeit verbuchte Koh einige diplomatische Erfolge. So wurde 2005 die Visumpflicht für taiwanische Touristen in Japan abgeschafft und im Jahr 2007 vereinbarten Taiwan und Japan die gegenseitige Anerkennung der Führerscheine der jeweils anderen Seite. Nach dem Sieg der Kuomintang in der taiwanischen Präsidentenwahl 2008 wurde Koh vom neuen Präsidenten Ma Ying-jeou von seinem Posten abberufen. Seither ist Koh im Ruhestand. Im Jahr 2009 wurde er von Bürgermeister Jason Hu in den Beraterstab der Regierung der Stadt Taichung berufen.
Koh Se-kai ist mit der Autorin Lu Chien-hui verheiratet.

## Politischer Standpunkt
Koh setzt sich für eine unabhängige Republik Taiwan ein, deren Gebiet die Hauptinsel Taiwan, die Penghu-Inseln und die Pazifikinseln Lü Dao und Lan Yu umfassen soll. Dies schließt die zur chinesischen Provinz Fujian gehörenden Inseln Jinmen und Matsu, die aktuell noch von der Republik China kontrolliert werden, aus.
Die Herrschaft der Republik China über Taiwan würde damit ein Ende finden. Das bisher in Taiwan angewandte Grundgesetz der Republik China, das auf dem Alleingültigkeitsanspruch der Lehren Sun Yat-sens aufgebaut ist, wäre damit hinfällig und würde durch ein neues Grundgesetz ersetzt.
Außenpolitisch fordert Koh die Aufnahme Taiwans in die internationale Völkergemeinschaft, gleichberechtigte Beziehungen zur Volksrepublik China und eine enge Zusammenarbeit mit Japan und den USA.